# Сантарем (окръг)
Сантарем е един от 18-те окръга на Португалия. Площта му е 6718 квадратни километра, а населението – 429 832 души (по приблизителна оценка от декември 2019 г.). Разделен е допълнително на 21 общини, които са разделени на 193 енории.